# Garden City (Kairo)
Garden City (arabiska: جاردن ستى , ordagrant Trädgårdsstaden på svenska) är en välbärgad stadsdel och bostadsområde på den östra stranden av Nilen i Kairo, Egypten. Området ligger i kismen Gamla Kairo mellan Nilen och Centrala Kairo, strax söder om Tahrirtorget.
Garden City är känt för sina rundade gator och dess diplomatiska beskickningar. Det var ursprungligen planerat av britterna för att omgärda den Brittiska Ambassaden i Kairo. 